# La Atalaya
La Atalaya – gmina w Hiszpanii, w prowincji Salamanka, w Kastylii i León, o powierzchni 24,13 km². W 2011 roku gmina liczyła 131 mieszkańców.